# Пуебла-де-Асаба
Пуебла-де-Асаба (ісп. Puebla de Azaba) — муніципалітет в Іспанії, у складі автономної спільноти Кастилія-і-Леон, у провінції Саламанка. Населення — 218 осіб (2010).
Муніципалітет розташований на відстані близько 260 км на захід від Мадрида, 110 км на південний захід від Саламанки.
На території муніципалітету розташовані такі населені пункти: (дані про населення за 2010 рік)
- Кастільєхо-де-Асаба: 48 осіб
- Пуебла-де-Асаба: 170 осіб

## Демографія
Динаміка населення (INE ):

## Зовнішні посилання
- Провінційна рада Саламанки: індекс муніципалітетів
- Посилання на Google Maps